# 赛塔提拉
赛塔提拉（1534年—1572年），老撾歷史上瀾滄王國的國王，1550年至1572年在位。他被認為是老撾歷史上最偉大的君主。

## 出生
賽塔提拉是瀾滄國王波迪萨拉之子。他的母親Yotkhamthip是蘭納國王Phra Mueang Ket Klao的女兒。Phra Mueang Ket Klao去世後，因無子，蘭納的官員和僧侶一致同意由賽塔提拉繼位。1548年，賽塔提拉將蘭納首都遷往清盛，但清邁仍扮演重要角色。

## 即位
瀾滄王波迪萨拉去世後，瀾滄陷入內亂，官員們一派支持Tha Heua（後來的國王武拉旺薩），另一派支持阿瑜陀耶公主所生的一位王子。得知此事後，賽塔提拉讓外祖母Chiraprapha管理蘭納內政，自己迅速返回瀾滄，擊敗了競爭者，奪取了王位。
奪取瀾滄王位後，賽塔提拉長期留在瀾滄。蘭納貴族認為他離開時間太久了，便於1551年另外選出Mekuti擔任新國王。1553年，賽塔提拉派兵攻打蘭納，試圖奪回王位，但被擊敗。至1555年，他派首相森蘇林塔再次攻打蘭納，奪取了清盛，成功征服了該國。翌年，緬甸王勃印曩入侵蘭納，Mekuti不戰而降，自此蘭納成為緬甸的附庸。
1560年，賽塔提拉正式將瀾滄的首都自孟蘇瓦（今瑯勃拉邦）遷往南方的萬象，並對萬象進行大規模建設，包括重建塔鑾。他在孟蘇瓦興建香通寺，以補償其失去的首都地位。他對那空拍儂的帕塔帕儂寺進行重大改造。
1563年，瀾滄與阿瑜陀耶王國發生衝突，緬甸趁機入侵阿瑜陀耶。阿瑜陀耶戰敗，成為緬甸的附庸。隨後，緬甸以蘭納國王Mekuti沒能支援其入侵行動為由廢除了蘭納王位。清邁被緬甸人佔領時，許多蘭納的難民逃到萬象。隨後緬甸入侵瀾滄，佔領了萬象。賽塔提拉率軍撤退到鄉間打遊擊戰，不斷騷擾緬甸軍隊。緬甸軍隊遭受疾病和營養不良的困擾，又不斷遭到襲擊，士氣低落。勃印曩被迫撤軍，使瀾滄成為唯一一個獨立的泰人王國。
1567年，緬甸所立的阿瑜陀耶國王瑪欣他拉提拉暗中與賽塔提拉聯手，試圖驅逐緬甸人，但消息洩露。緬甸王勃印曩於1568年大舉入侵阿瑜陀耶王國，賽塔提拉派兵支援，但被擊敗。翌年緬甸佔領阿瑜陀耶。瀾滄軍隊在阿瑜陀耶城附近發動遊擊戰，最終迫使緬甸軍隊在1570年撤退。然而，阿瑜陀耶和蘭納依然是緬甸的附庸。賽塔提拉決定向南方擴張，他試圖征服南方的高棉帝國，以獲取海上的貿易通道。

## 去世
1572年，賽塔提拉在瀾滄王國的南部死去。柬埔寨史料稱他在一場戰爭中死於同高棉國王的决鬥；寮國史料則稱在南部邊境的阿速坡被不滿的將軍謀殺。
賽塔提拉被殺後，首相森蘇林塔篡奪了王位。